# Hill (kráter)

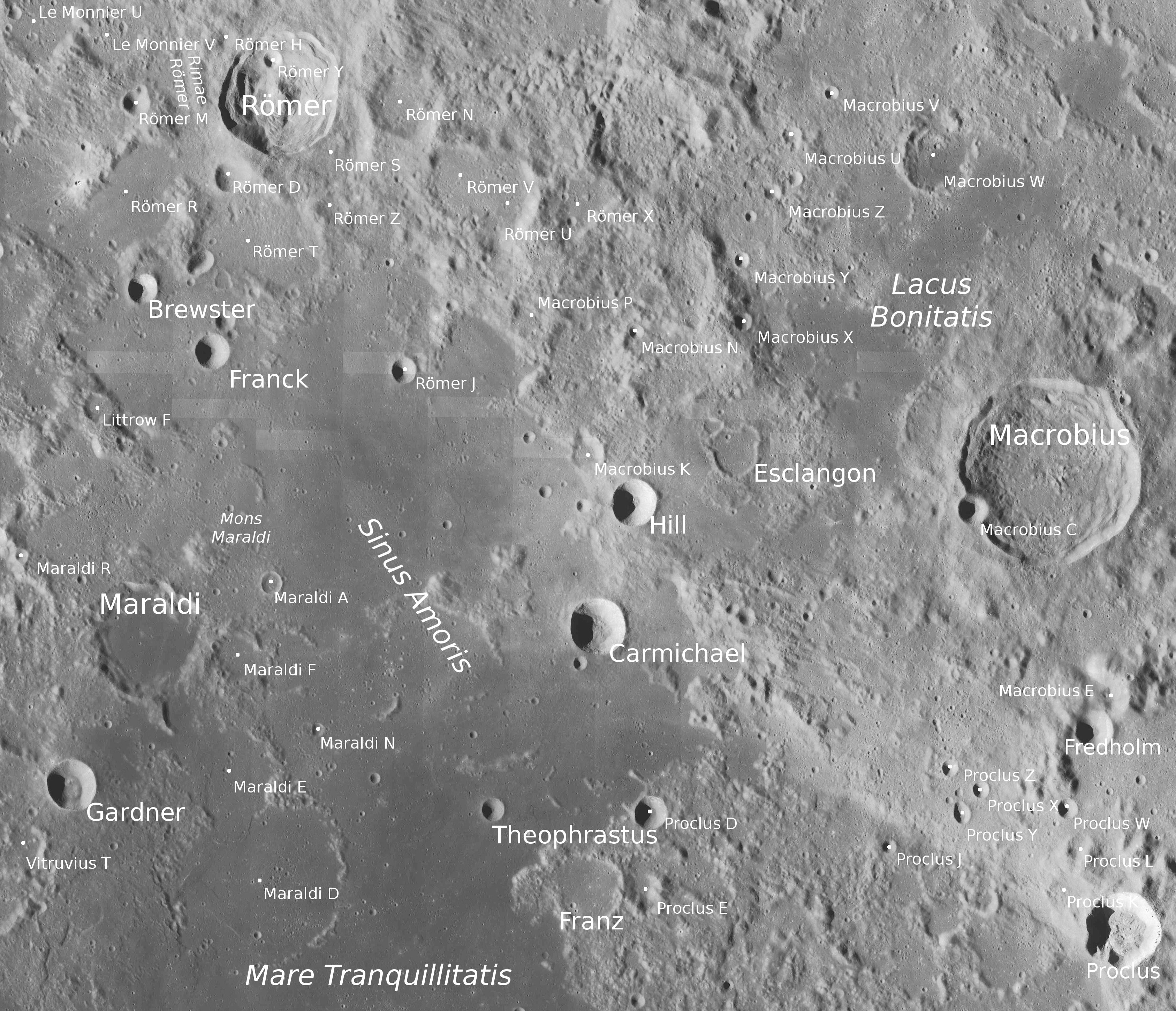
Kráter Hill a okolí.

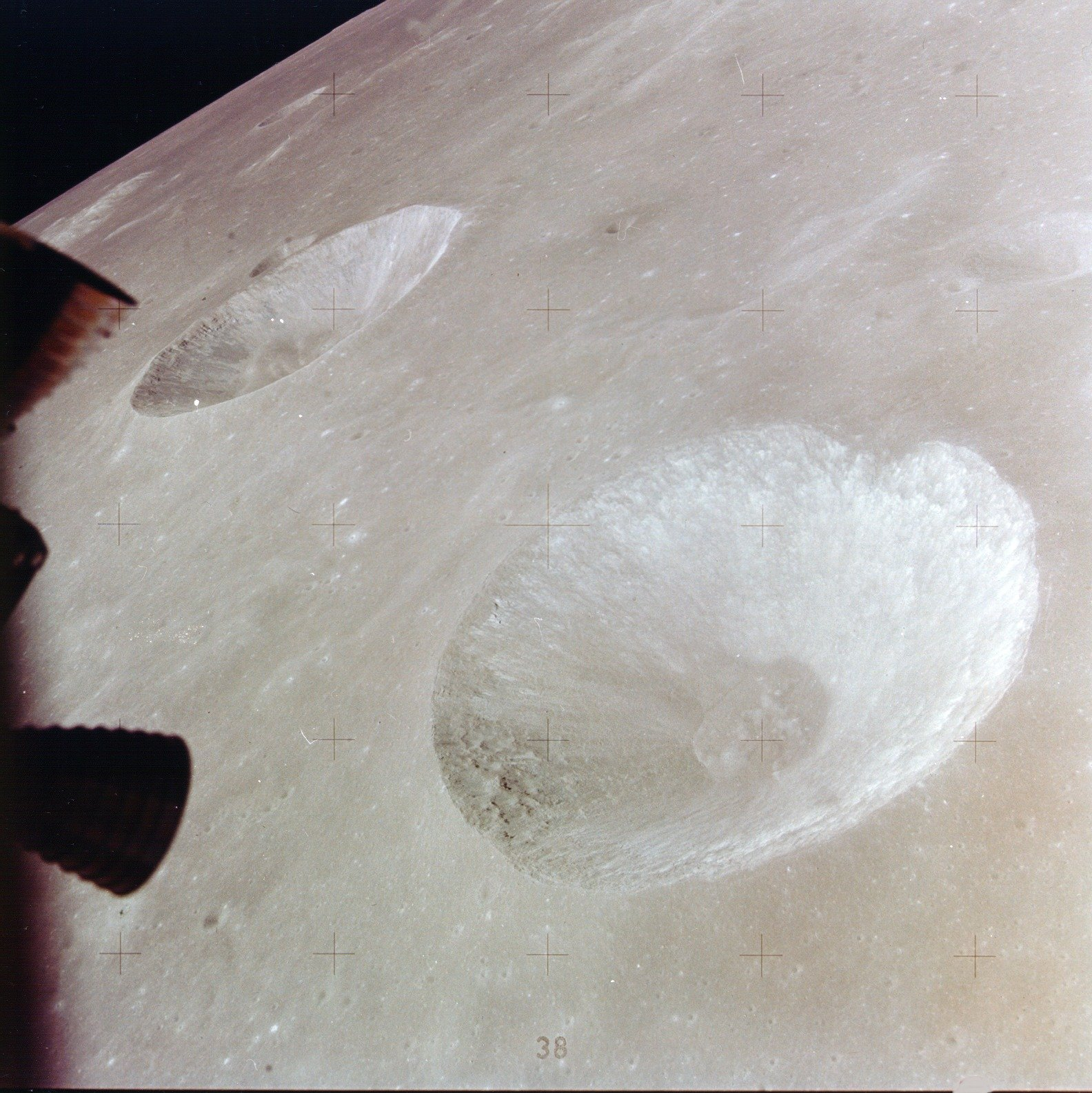
Krátery Hill (v popředí) a Carmichael vyfotografované z Apolla 15.

Hill je impaktní kráter nacházející se u východního okraje Sinus Amoris (Záliv lásky) na přivrácené straně Měsíce. Má průměr 16 km, pojmenován je podle amerického astronoma a matematika George Williama Hilla. Je kruhovitého tvaru se svažujícími se stěnami a malou plochou dna kolem středu. Než jej Mezinárodní astronomická unie v roce 1973 přejmenovala, nesl název Macrobius B.
Jihojihozápadně leží kráter Carmichael a severovýchodně lávou zatopený kráter s nepravidelným tvarem Esclangon.